# TechNet
Microsoft TechNet — это программа Microsoft и интернет-ресурс, содержащий техническую информацию, новости и предстоящие события для профессионалов в сфере информационных технологий. Кроме этого, ежемесячно выходит журнал «TechNet Magazine».
Сайт TechNet был изначально доступен только платным пользователям. Однако в дальнейшем на сайт была добавлена общедоступная информация, вебкасты, предстоящие события и бесплатная подписка. 6 апреля 2006 года для совместного исследования этой бизнес-модели был запущен блог «Port 25».
Начиная с 18 июля 2006 года сервисные программы Sysinternals стали частью Microsoft TechNet. В 2005 сайт был переведён на русский язык и на данный момент представляет собой сборник технической информации на русском языке для IT-специалистов (системных администраторов) по продуктам и технологиям Microsoft.
В августе 2013 года Microsoft сообщила, что подписываться на доступ к сервису можно будет лишь до 30 сентября 2013 года. Само же функционирование TechNet будет прекращено 30 сентября 2014 года. Так постепенно Microsoft планирует закончить работу сервиса, но поддержка специалистов не закончится, она будет выглядеть в других формах.
Большая часть материалов программы размещена по адресу: https://technet.microsoft.com
Сайт состоит из следующих блоков на русском языке:
- Главная с новостями,
- Библиотека с технической документаций о продуктах,
- Центра пробного ПО с бета- и триал- версиями ПО Microsoft,
- Блогами TechNet,
- Форумами TechNet,
- Новостной рассылки TechNet.

В 2016 г. Microsoft запустили новый сайт для технической документации, Microsoft Docs. Большая часть документации из библиотеки TechNet, например, документация по Windows, Windows Server, Office SharePoint и OneDrive, была перенесена на Microsoft Docs.
7 июня 2022 года все форумы MSDN и TechNet стали только для чтения, завершив историю /social-форумов Microsoft.